# Blondes
Blondes is een Amerikaans houseduo uit Brooklyn, New York, dat bestaat uit Sam Haar en Zach Steinman. Het duo maakt een mix van deephouse en electro. Daarin is ook invloed uit de Krautrock verwerkt, wat voortkomt uit een gedeelde bewondering voor Manuel Göttsching. Ze maken daarbij gebruik van verschillende live-instrumenten. 

## Geschiedenis
Haar en Steinman ontmoetten elkaar in 2003 op de universiteit Oberlin College. In die periode zaten ze beide in verschillende bands. Beide hadden een sterke interesse in elektronische dansmuziek. Na hun afstuderen gingen de vrienden een tijd lang uiteen. Maar na een tijdje kruisten de wegen weer. Beide gingen een tijdje in Berlijn wonen om vervolgens in Brooklyn in de Amerikaanse staat New York neer te strijken. Daar begonnen ze met het maken van tracks. Enkele voorbeelden van hun muziek plaatsten ze op myspace. Dit trok de aandacht van meerdere weblogs. In de zomer van 2010 debuteerden ze met de ep Touched. Vervolgens tekenden ze bij het label RVNG Intl. Daarop brachten ze in 2011 een reeks dubbelsingles uit. 
Begin 2012 kwam het debuutalbum uit dat geen titel meekreeg. Daarop stonden ook de eerder uitgebrachte singles. Ook zat er een tweede schijfje bij met verschillende remixes. Met dit album wisten ze goede recensies te krijgen in verschillende media. Het leverde ze de opdracht op om mixen te maken voor FACT Magazine en Resident advisor. In de zomer van 2013 verscheen de opvolger Swisher; ook deze werd goed ontvangen. Twee jaar later ging Rein (2015) op die koers verder. In 2017 verhuisde het duo naar het Belgische R&S Records, waar Warmth (2017) verscheen. 

## Discografie
Singles/ep's:
- Touched EP (2010)
- Lover/Hater (2011)
- Wine/Water (2011)
- Business/Pleasure (2011)
- Rewire (2014)
- Toolbox (ft. Fabian Dikhof) (2014)
- Persuasion (2015)

Albums:
- Blondes (2012)
- Swisher (2013)
- Rein (2015)
- Warmth (2017)